# Valacloche
Valacloche ist ein Ort und eine Gemeinde (municipio) mit 32 Einwohnern (Stand: 2024) im Zentrum der Provinz Teruel in der Autonomen Region Aragonien im östlichen Zentralspanien.

## Lage und Klima
Der Ort Valacloche liegt im Süden des Iberischen Gebirges etwa 17 km (Fahrtstrecke) südlich der Stadt Teruel in einer Höhe von ca. 985 m. Das Klima ist gemäßigt bis warm; Regen (ca. 449 mm/Jahr) fällt übers Jahr verteilt.

## Bevölkerungsentwicklung
| Jahr      | 1970 | 1981 | 1991 | 2001 | 2011 | 2021 |
| Einwohner | 75   | 46   | 29   | 20   | 27   | 24   |

Die Mechanisierung der Landwirtschaft sowie die Aufgabe bäuerlicher Kleinbetriebe und der daraus resultierende Verlust an Arbeitsplätzen haben in der zweiten Hälfte des 20. Jahrhunderts zu einem deutlichen Bevölkerungsrückgang (Landflucht) geführt.

## Sehenswürdigkeiten

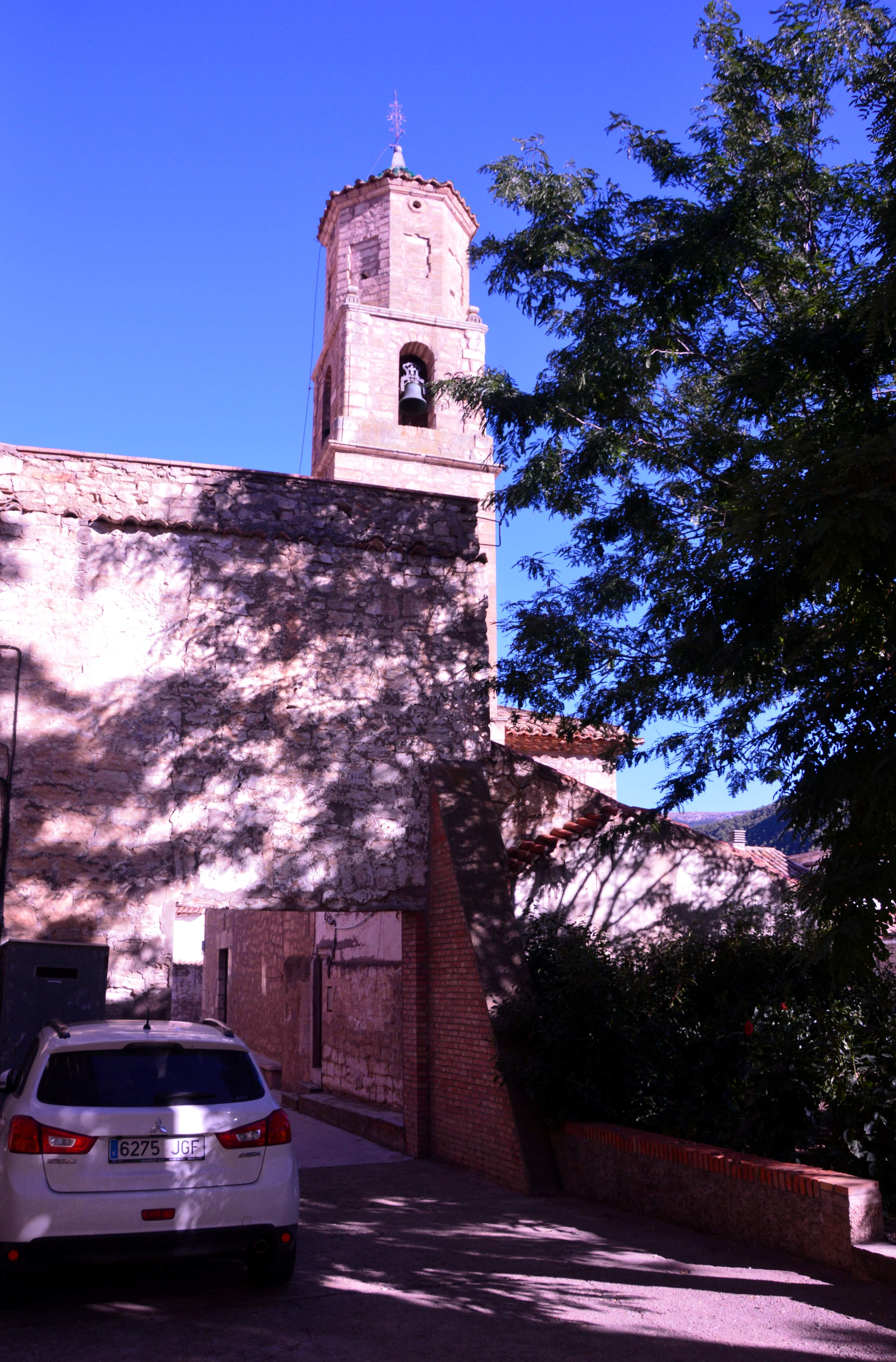
Marienkirche

- Marienkirche